# Parolsenella massiliensis
Parolsenella massiliensis es una especie de  bacteria grampositiva del género Parolsenella. Fue descrita en el año 2019. Su etimología hace referencia a Massilia, el nombre romano de Marsella, Francia. Inicialmente descrita como Libanicoccus massiliensis. Es anaerobia estricta e inmóvil. Catalasa y oxidasa negativas. Temperatura de crecimiento entre 30-45 °C, óptima de 37 °C. Forma colonias circulares, enteras, convexas, lisas, mates y de color blanco-gris tras 4 días de incubación. Es sensible a amoxicilina, bacitracina, cloranfenicol, colistina, eritromicina, gentamicina, kanamicina, neomicina, penicilina y vancomicina. Tiene un contenido de G+C de 65,5%. Se ha aislado de heces de una mujer pigmea congoleña sana de 35 años.